# LibreOffice Calc
LibreOffice Calc és el full de càlcul, de codi obert, del paquet ofimàtic LibreOffice. És una nova branca del projecte d'OpenOffice.org Calc. Calc és un full de càlcul similar a Microsoft Excel i Lotus 1-2-3.
Com en tot el paquet de LibreOffice, es pot utilitzar en una varietat de plataformes, incloent Microsoft Windows, Linux i Macintosh.